# Куйган (Курчумский район)
Куйган (каз. Құйған) — село в Куршимском районе Восточно-Казахстанской области Казахстана. Административный центр Куйганского сельского округа. Код КАТО — 635255100.

## Население
В 1999 году население села составляло 1081 человек (527 мужчин и 554 женщины). По данным переписи 2009 года, в селе проживало 749 человек (367 мужчин и 382 женщины).